# 瓦勒鲁瓦 (杜省)
瓦勒鲁瓦（法語：Valleroy，法語發音：[valʁwa]）是法国杜省的一个市镇，属于贝桑松区。

## 地理
瓦勒鲁瓦（47°23'12"N, 6°7'5"E）面积3.05 平方千米，位于法国勃艮第-弗朗什-孔泰大區杜省，该省份为法国东部内陆省份，北起上索恩省，西接汝拉省，东部及东南部与瑞士接壤，东北部与贝尔福地区省接壤。
与瓦勒鲁瓦接壤的市镇（或旧市镇、城区）包括：锡雷、蒂雷勒蒙、里涅、尚博尔奈莱贝勒沃。

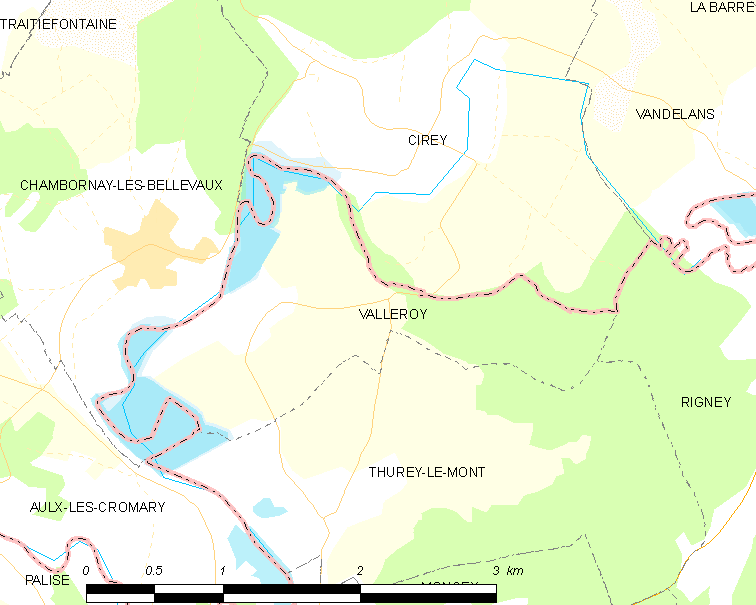
的OSM定位图

瓦勒鲁瓦的时区为UTC+01:00、UTC+02:00（夏令时）。

## 行政
瓦勒鲁瓦的邮政编码为25870，INSEE市镇编码为25582。

## 政治
瓦勒鲁瓦所属的省级选区为博姆莱达姆县。

## 人口

1962-2008年间人口变化图示

瓦勒鲁瓦于2022年1月1日时的人口数量为144人。